# Buster Douglas
James "Buster" Douglas, född 7 april 1960 i Columbus, Ohio, är en amerikansk professionell boxare, främst känd för att han i Tokyo i februari 1990 svarade för en av de allra största idrottssensationerna genom tiderna då han slog ut den dittills obesegrade Mike Tyson och därmed blev ny obestridd världsmästare i tungviktsklassen. Douglas förlorade sedan i sitt första titelförsvar sina nyvunna mästarbälten till Evander Holyfield.

## Boxningskarriär
Douglas debuterade 1981 och vann sina fyra första matcher (tre innan tiden) innan han i sin femte förlorade på TKO i den andra ronden mot debutanten David Bey. Douglas ställdes i sin 13:e match (11 segrar, 1 förlust) mot Norges Steffen Tangstad som då var obesegrad över 14 matcher. Kombattanterna boxades oavgjort över 8 ronder.
Douglas fortsatte att boxas tämligen ojämnt men slog år 1986 den förre WBA-mästaren Greg Page på poäng och fick efter ytterligare två segrar chansen att boxas om den vakanta IBF-titeln mot Tony Tucker i maj 1987. Mötet vanns dock på TKO i rond 10 av Tucker.

### Världsmästare efter jättesensation
Douglas vann efter förlusten mot Tucker sex raka matcher och var nu plötsligt åter framme vid en match om tungviktstitlar; denna gång var motståndaren den obesegrade och obestridde kungen i tungviktsklassen – Mike Tyson. I mötet den 11 februari 1990 i Tokyo boxades den stort nederlagstippade Douglas mycket bättre än väntat och störde Tyson med sin vänsterjabb matchen igenom, men i den åttonde ronden slogs han i golvet. Douglas kom  med tvekan upp på ostadiga ben och räddades av gonggongen. I början av nionde ronden märktes dock inget av nedslagningen då han fortsatte att jabba och pressa Tyson. I den tionde ronden, efter en serie tunga slag, sänkte Douglas till allas häpnad mästaren i golvet och Tyson var för första gången i sin karriär i canvasen. Skakad kom han upp på vingliga ben – men för sent. Domaren Octavio bröt matchen och en av århundradets största idrottssensationer var ett faktum.

### Förlust av titel, slutet
Douglas regim som mästare varade inte länge – endast 256 dagar. För redan i sitt första titelförsvar den 25 oktober samma år förlorade han titeln (och de tre bältena WBA, WBC, IBF) då han knockades i tredje ronden av förre cruiserviktsmästaren Evander Holyfield. Efter denna förlust lade Douglas av med boxningen.
Den 22 juni 1996 gjorde han dock comeback och radade upp 6 vinster (3 KO). Två år och tre dagar senare slog Lou Savarese ut Douglas i första ronden. Matchen gällde den vakanta mindre IBA-titeln. 
1999 lade Douglas definitivt handskarna på hyllan. Hans slutliga matchstatistik: 46 matcher, 38 vinster (25 KO), 6 förluster och 1 no-contest.

### Webbsidor
- Douglas på boxrec.com